# Anders Axelsen
Anders Fajstrup Axelsen (2. september 1907-25. november 1976) var en dansk atlet.
Axelsen begyndte at løbe i Silkeborg 1921, men gennembruddet kom efter at han 1927 kom til Københavns Idræts Forening. Totalt vandt han seks Danmarks mesterskaber; 1928 og 1932 vandt han på 5000 meter, 1928 og 1931 på 10.000 meter og 1932 på 1500 meter samt og terrænløbsmesterskabet og dermed Kongepokalen 1931 for Aarhus 1900, som han repræsenterede en kort periode det år, hvor han også vandt Fortunløbet. Han satte dansk rekord på 2000 meter 1927 og 5 engelske mil 1932. Fra 1934 repræsenterende han AIK 95 til han sluttede karrieren 1935 og rejste hjem til Jylland.
Axelsen arbejdede som reklamekonsulent.

## Danske mesterskaber
- Sølv 1934 1500 meter 4:05.0
- Bronze 1934 10.000 meter 32:37.0
- Guld 1932 1500 meter 4:05.6
- Guld 1932 5000 meter 15:24.4
- Sølv 1932 10.000 meter 33:06.2
- Guld 1931 10.000 meter 32:50.0
- Guld 1931 8 km cross 26.45
- Bronze 1931 5000 meter 15:48.4
- Sølv 1929 10.000 meter 33:26.0
- Bronze 1929 5000 meter 15:30.0
- Guld 1928 5000 meter 15:35.5
- Guld 1928 10.000 meter 33:07.0
- Sølv 1927 1500 meter 4:03.2
- Sølv 1927 5000 meter 15:32.0

## Personlige rekorder
- 1000 meter 2.38,0 1927
- 1500 meter: 4.03.2 1927
- 3000 meter: 8.49.4 1932
- 5 000 meter: 15.18.6 1932
- 10 000 meter: 32.23.0 1932